# Wereldkampioenschappen klifduiken 2017
De wereldkampioenschappen klifduiken 2017 werden van 28 tot en met 30 juli 2017 gehouden in Boedapest, Hongarije. Het toernooi was integraal onderdeel van de wereldkampioenschappen zwemsporten 2017.

## Programma
| V | Voorronde | Goud | Finale |

| Klifduiken (m) |  |  |      |      | Goud | Goud |  |
|                |  |  |      |      |      |      |  |
| Klifduiken (v) |  |  | Goud | Goud |      |      |  |
| Totaal         |  |  | 1    | 1    | 1    | 1    |  |

## Medailles

### Medaillewinnaars
| Onderdeel | Goud | Goud             | Zilver | Zilver          | Brons | Brons              |
| --------- | ---- | ---------------- | ------ | --------------- | ----- | ------------------ |
| Mannen    | USA  | Steve LoBue      | CZE    | Michal Navrátil | ITA   | Alessandro De Rose |
| Vrouwen   | AUS  | Rhiannen Iffland | MEX    | Adriana Jiménez | BLR   | Jana Nestsiareva   |

### Medaillespiegel
| Plaats | Land             | Goud | Zilver | Brons | Totaal |
| 1      | Australië        | 1    | 0      | 0     | 1      |
| 1      | Verenigde Staten | 1    | 0      | 0     | 1      |
| 3      | Mexico           | 0    | 1      | 0     | 1      |
| 3      | Tsjechië         | 0    | 1      | 0     | 1      |
| 5      | Italië           | 0    | 0      | 1     | 1      |
| 5      | Wit-Rusland      | 0    | 0      | 1     | 1      |
| Totaal | Totaal           | 2    | 2      | 2     | 6      |